# Corypsylla jordani
Corypsylla jordani är en loppart som beskrevs av Hubbard 1940. Corypsylla jordani ingår i släktet Corypsylla och familjen mullvadsloppor. Inga underarter finns listade i Catalogue of Life.